# Rebelião Chao Anu
A Rebelião Chao Anu (também chamada de Rebelião de Anouvong, Rebelião Laociana ou Guerra Siamesa-Laociana) foi uma tentativa de Chao Anouvong, rei de Vientiane, de acabar com a suserania do Reino de Rattanakosin (atual Tailândia) sobre o seu país. Intervenções birmaneses e siamesas sucessivas, envolvendo Vientiane e Luang Prabang, resultaram em lutas internas. Em 1771 o rei de Luang Prabang atacou Vientiane, determinado a puni-la pelo que ele percebeu ser sua cumplicidade em um ataque birmanês em sua capital, em 1765. O Reino de Rattanakosin capturou Vientiane pela primeira vez em 1778-1779, quando este se tornou um estado vassalo de Sião. Vientiane foi finalmente destruída entre 1827-1828, após uma tentativa imprudente de seu governante, Chao Anu, de retaliar contra as injustiças siamesas percebidas na direção de Laos.
Após uma desagradável estadia em Bangkok em 1825 para o funeral do rei Rama II, que incluía seu filho, Rama III, que indeferiu o pedido de Anu para o repatriamento de famílias étnicas do Laos capturadas alguns anos antes, Chao Anu retornou a Vientiane e organizou a rebelião. Acredita-se que, após um falso rumor de que os britânicos estavam se preparando para atacar Sião, Chao Anu enviou homens para investigar o exército em Bangkok. O primeiro homem conseguiu chegar dentro de três dias na capital siamesa, na atual Saraburi,  bajulando governantes provinciais ao longo da rota que, por ordem do rei, foram correndo  evacuar cativos laocianos antes da defesa de Bangkok contra os britânicos. Os planos de Chao Anu pela independência do Laos pode ter sido ofuscado, mas em qualquer caso, os siameses foram rapidamente preparados para a batalha.
Depois de tomar a primeira fortaleza de Korat, recebendo assistência de outras realezas vietnamitas, Anu fugiu para as florestas. Ele foi capturado por uma segunda expedição siamesa e levado para Bangkok, onde foi exibido em uma gaiola de ferro e punido antes de ser morto.
Os siameses, em um contra-ataque, capturaram e saquearam Vientiane e transportaram a maioria da população da região central do rio Mekong para o que mais tarde se tornaria o nordeste da Tailândia, ou Isan. Em 1828, a rebelião foi debelada. Estima-se que 24.000 laocianos morreram assim como cerca de 7.000 siameses. Com o colapso da rebelião de Anu, a independência de Vientiane chegou ao fim.